# Biathlon-Europameisterschaften 2023
Die Biathlon-Europameisterschaften 2023 (offiziell: IBU Open European Championships Biathlon 2023) fanden vom 23. bis zum 29. Januar 2023 in der Roland Arena auf dem Gebiet der Graubündner Gemeinde Lantsch/Lenz statt. Der offizielle Austragungsort hieß Lenzerheide. Es handelte sich um das erste Mal seit den Frauenweltmeisterschaften 1985, dass Biathlonmeisterschaften im Erwachsenenbereich in der Schweiz stattfanden.
Da Biathlon-Europameisterschaften als „offene“ Wettkämpfe ausgetragen werden, war das Teilnehmerfeld nicht auf Athleten aus Europa begrenzt. Einzelathleten und Mannschaften aus Nord- und Südamerika, Asien und Australien nahmen auch an den Wettkämpfen teil.
Die Meisterschaften waren der Höhepunkt der Saison 2022/23 des IBU-Cups. Die Ergebnisse der Rennen flossen auch in die Gesamtwertungen des IBU-Cups mit ein.
Erfolgreichste Sportler der Wettkämpfe waren bei den Männern Erlend Bjøntegaard und Vebjørn Sørum mit jeweils zweimal Gold und einmal Silber sowie bei den Frauen Selina Grotian mit je einmal Gold, Silber und Bronze.
Die Biathlon-Junioreneuropameisterschaften 2023 wurden getrennt von den Europameisterschaften vom 13. bis 19. Februar im lettischen Madona ausgetragen.

## Medaillenspiegel
| Platz | Land        | Gold | Silber | Bronze | Gesamt |
| ----- | ----------- | ---- | ------ | ------ | ------ |
| 1.    | Norwegen    | 5    | 2      | 1      | 8      |
| 2.    | Deutschland | 2    | 1      | 3      | 6      |
| 3.    | Ukraine     | 1    | 2      | –      | 3      |
| 4.    | Schweden    | –    | 2      | 1      | 3      |
| 5.    | Schweiz     | –    | 1      | –      | 1      |
| 6.    | Frankreich  | –    | –      | 2      | 2      |
| 7.    | Slowenien   | –    | –      | 1      | 1      |

## Zeitplan
| Datum            | Frauen | Frauen                                   | Männer                                   | Männer                                   |
| ---------------- | ------ | ---------------------------------------- | ---------------------------------------- | ---------------------------------------- |
| 25. Januar (Mi.) | 10:15  | Einzel (15 km)                           | 14:00                                    | Einzel (20 km)                           |
| 27. Januar (Fr.) | 10:30  | Sprint (7,5 km)                          | 14:00                                    | Sprint (10 km)                           |
| 28. Januar (Sa.) | 10:30  | Verfolgung (10 km)                       | 13:30                                    | Verfolgung (12,5 km)                     |
| 29. Januar (So.) | 10:30  | Mixed-Staffel (4 × 6 km)                 | Mixed-Staffel (4 × 6 km)                 | Mixed-Staffel (4 × 6 km)                 |
| 29. Januar (So.) | 13:30  | Single-Mixed-Staffel (4 × 3 km + 1,5 km) | Single-Mixed-Staffel (4 × 3 km + 1,5 km) | Single-Mixed-Staffel (4 × 3 km + 1,5 km) |

## Ergebnisse

### Männer

#### Einzel 20 km
| Platz | Sportler               | Schießfehler | Zeit    |
| ----- | ---------------------- | ------------ | ------- |
| 1     | Endre Strømsheim       | 0+0+0+0      | 51:05,9 |
| 2     | Anton Dudtschenko      | 0+1+0+0      | +2:04,7 |
| 3     | Lovro Planko           | 1+0+0+0      | +2:16,5 |
| 4     | Erlend Bjøntegaard     | 1+0+1+0      | +2:34,1 |
| 5     | Philipp Nawrath        | 0+1+0+2      | +2:44,3 |
| 6     | Vebjørn Sørum          | 1+0+0+2      | +2:58,3 |
| 7     | Sindre Fjellheim Jorde | 0+1+1+0      | +3:05,4 |
| 8     | Ambroise Meunier       | 0+0+0+1      | +3:08,1 |
| 9     | Adam Václavík          | 0+0+1+1      | +3:30,7 |
| 10    | Maxim Makarow          | 0+1+0+0      | +3:45,9 |

Start: Mittwoch, 25. Januar 2023, 14:00 Uhr
Gemeldet: 116 Athleten; nicht am Start (DNS): 4; nicht im Ziel (DNF): 4

#### Sprint 10 km
| Platz | Sportler             | Schießfehler | Zeit    |
| ----- | -------------------- | ------------ | ------- |
| 1     | Erlend Bjøntegaard   | 0+0          | 24:57,3 |
| 2     | Vebjørn Sørum        | 0+2          | +11,5   |
| 3     | Philipp Nawrath      | 1+1          | +43,0   |
| 4     | Andrejs Rastorgujevs | 0+1          | +44,0   |
| 5     | Dominic Schmuck      | 0+0          | +44,9   |
| 6     | Ambroise Meunier     | 0+0          | +51,1   |
| 7     | Lucas Fratzscher     | 0+1          | +56,7   |
| 8     | Adam Václavík        | 1+1          | +1:00,2 |
| 9     | Pawel Magasejew      | 0+1          | +1:05,0 |
| 10    | Wladimir Iliew       | 1+1          | +1:06,0 |

Start: Freitag, 27. Januar 2023, 14:00 Uhr
Gemeldet: 131 Athleten; nicht am Start (DNS): 2; nicht im Ziel (DNF): 1

#### Verfolgung 12,5 km
| Platz | Sportler               | Schießfehler | Zeit    |
| ----- | ---------------------- | ------------ | ------- |
| 1     | Vebjørn Sørum          | 1+0+0+1      | 34:37,5 |
| 2     | Erlend Bjøntegaard     | 0+2+0+0      | +28,1   |
| 3     | Endre Strømsheim       | 0+0+1+2      | +1:03,7 |
| 4     | Andrejs Rastorgujevs   | 0+1+1+1      | +1:23,8 |
| 5     | Philipp Nawrath        | 0+0+3+3      | +1:30,6 |
| 6     | Pawel Magasejew        | 1+0+1+1      | +1:37,2 |
| 7     | Wladimir Iliew         | 0+1+1+2      | +1:48,7 |
| 8     | Sindre Fjellheim Jorde | 0+0+2+3      | +2:01,1 |
| 9     | Martin Uldal           | 1+1+0+1      | +2:04,9 |
| 10    | Anton Ivarsson         | 0+0+1+1      | +2:08,1 |

Start: Samstag, 28. Januar 2023, 13:30 Uhr
Gemeldet: 60 Athleten; nicht am Start (DNS): 9

### Frauen

#### Einzel 15 km
| Platz | Sportlerin               | Schießfehler | Zeit    |
| ----- | ------------------------ | ------------ | ------- |
| 1     | Lisa Spark               | 0+0+0+0      | 45:02,4 |
| 2     | Julija Dschyma           | 0+1+0+0      | +5,5    |
| 3     | Selina Grotian           | 0+0+0+2      | +33,3   |
| 4     | Vanessa Hinz             | 0+0+0+1      | +37,9   |
| 5     | Tilda Johansson          | 0+0+2+0      | +49,2   |
| 6     | Juliane Frühwirt         | 0+0+0+1      | +50,3   |
| 7     | Alina Stremous           | 0+0+1+1      | +56,2   |
| 8     | Linda Zingerle           | 1+0+0+0      | +1:00,8 |
| 9     | Marthe Kråkstad Johansen | 0+0+0+0      | +1:04,4 |
| 10    | Paula Botet              | 0+1+0+1      | +1:07,1 |

Start: Mittwoch, 25. Januar 2023, 10:15 Uhr
Gemeldet: 97 Athletinnen; nicht am Start (DNS): 3; nicht im Ziel (DNF): 3
Bei Ende des Rennens lag zunächst Michela Carrara auf dem ersten Platz, bis ihr Trainer der Rennjury meldete, dass sie zwei Fehler geschossen hatte, die aufgrund eines Crossfires einer anderen Athletin nicht registriert worden waren. Nach Korrektur der Ergebnisse wurde Carrara als Elfte und Lisa Spark als Siegerin gewertet.

#### Sprint 7,5 km
| Platz | Sportlerin              | Schießfehler | Zeit    |
| ----- | ----------------------- | ------------ | ------- |
| 1     | Anastassija Merkuschyna | 0+0          | 23:14,5 |
| 2     | Tilda Johansson         | 1+0          | +0,5    |
| 3     | Vanessa Hinz            | 0+0          | +1,8    |
| 4     | Stina Nilsson           | 1+0          | +7,9    |
| 5     | Selina Grotian          | 0+2          | +18,1   |
| 6     | Gilonne Guigonnat       | 1+0          | +20,2   |
| 7     | Karoline Erdal          | 0+1          | +21,4   |
| 8     | Hanna Kebinger          | 2+0          | +23,2   |
| 9     | Milena Todorowa         | 0+2          | +28,2   |
| 10    | Juni Arnekleiv          | 0+1          | +37,0   |

Start: Freitag, 27. Januar 2023, 10:30 Uhr
Gemeldet: 107 Athletinnen; nicht am Start (DNS): 4; nicht im Ziel (DNF): 1

#### Verfolgung 10 km
| Platz | Sportlerin              | Schießfehler | Zeit    |
| ----- | ----------------------- | ------------ | ------- |
| 1     | Selina Grotian          | 0+0+1+0      | 30:25,6 |
| 2     | Tilda Johansson         | 0+0+0+2      | +17,6   |
| 3     | Gilonne Guigonnat       | 0+0+0+1      | +23,6   |
| 4     | Vanessa Hinz            | 1+0+0+1      | +41,3   |
| 5     | Stina Nilsson           | 0+0+2+2      | +56,4   |
| 6     | Alina Stremous          | 1+0+0+1      | +56,4   |
| 7     | Anastassija Merkuschyna | 0+1+0+1      | +59,9   |
| 8     | Michela Carrara         | 0+1+0+1      | +1:11,0 |
| 9     | Karoline Erdal          | 1+0+0+2      | +1:12,3 |
| 10    | Tereza Voborníková      | 1+0+0+0      | +1:14,1 |

Start: Samstag, 28. Januar 2023, 10:30 Uhr
Gemeldet: 60 Athletinnen; nicht am Start (DNS): 9; nicht im Ziel (DNF): 1; überrundet (LAP): 1; disqualifiziert (DSQ): 1

### Mixedbewerbe

#### Mixed-Staffel
| Platz | Land        | Sportler                                                             | Zeit      | Strafrunden + Nachlader         |
| ----- | ----------- | -------------------------------------------------------------------- | --------- | ------------------------------- |
| 1     | Norwegen    | Maren Kirkeeide Karoline Erdal Erlend Bjøntegaard Vebjørn Sørum      | 1:03:40,9 | 0+1 0+0 0+0 0+0                 |
| 2     | Deutschland | Lisa Spark Selina Grotian Dominic Schmuck Lucas Fratzscher           | +25,1     | 0+0 0+1 0+1 0+0 0+0 0+1 0+0 0+3 |
| 3     | Schweden    | Tilda Johansson Stina Nilsson Malte Stefansson Anton Ivarsson        | +46,8     | 0+1 0+0 0+1 0+1 0+1 0+3 0+2 0+0 |
| 4     | Schweiz     | Lea Meier Lena Häcki-Groß Sebastian Stalder Serafin Wiestner         | +1:46,2   | 0+1 0+3 0+0 0+0 0+1 1+3         |
| 5     | Ukraine     | Anastassija Merkuschyna Julija Dschyma Artem Pryma Anton Dudtschenko | +2:09,9   | 0+0 0+2 0+0 1+3 0+0 0+1 0+1 0+0 |
| 6     | Österreich  | Lea Rothschopf Anna Juppe Magnus Oberhauser Harald Lemmerer          | +2:33,7   | 0+2 0+0 0+0 0+1 0+1 0+0 0+0 0+3 |
| 7     | Frankreich  | Jeanne Richard Gilonne Guigonnat Ambroise Meunier Rémi Broutier      | +2:56,6   | 0+0 0+3 0+0 0+1 0+0 0+0 0+1 1+3 |
| 8     | Italien     | Linda Zingerle Michela Carrara Nicola Romanin Marco Barale           | +4:41,3   | 0+0 0+2 1+3 3+3 0+1 0+1 0+0 0+2 |
| 9     | Rumänien    | Jelena Tschirkowa Anastassija Tolmatschowa George Buta Raul Flore    | +5:07,7   | 0+1 0+2 0+2 1+3 0+1 0+1 0+0 0+0 |

Start: Sonntag, 29. Januar 2023, 10:30 Uhr
Gemeldet: 23 Nationen; nicht am Start (DNS): 1; überrundet (LAP): 13

#### Single-Mixed-Staffel
| Platz | Land        | Sportler                               | Zeit    | Strafrunden + Nachlader             |
| ----- | ----------- | -------------------------------------- | ------- | ----------------------------------- |
| 1     | Norwegen    | Juni Arnekleiv Endre Strømsheim        | 34:34,7 | 0+1 0+1 / 0+0 0+0 0+3 0+0 / 0+1 0+3 |
| 2     | Schweiz     | Amy Baserga Niklas Hartweg             | +16,6   | 0+0 0+2 / 0+0 0+1 0+1 0+1 / 0+1 0+3 |
| 3     | Frankreich  | Paula Botet Émilien Claude             | +21,0   | 0+0 0+3 / 0+0 0+1 0+0 0+1 / 0+1 0+1 |
| 4     | Moldau      | Alina Stremous Michail Ussow           | +22,5   | 0+1 0+0 / 0+2 0+0 0+0 0+1 / 0+2 0+0 |
| 5     | Österreich  | Kristina Oberthaler Dominic Unterweger | +42,9   | 0+1 0+1 / 0+1 0+0 0+2 0+0 / 0+2 0+2 |
| 6     | Deutschland | Vanessa Hinz Marco Groß                | +1:04,5 | 0+0 0+1 / 0+1 0+3 0+1 0+0 / 0+3 0+2 |
| 7     | Ukraine     | Olena Bilossjuk Bohdan Zymbal          | +1:12,4 | 0+2 0+1 / 2+3 0+1 0+0 0+0 / 0+0 0+3 |
| 8     | Japan       | Fuyuko Tachizaki Mikito Tachizaki      | +1:15,4 | 0+0 0+0 / 0+0 0+0 1+3 0+1 / 0+0 0+0 |
| 9     | Tschechien  | Tereza Vinklárková Tomáš Mikyska       | +1:32,7 | 0+1 0+3 / 0+0 0+0 0+0 0+1 / 0+1 0+0 |
| 10    | Slowenien   | Kaja Zorč Lovro Planko                 | +2:04,1 | 0+0 0+2 / 0+2 1+3 0+3 0+0 / 0+0 0+0 |

Start: Sonntag, 29. Januar 2023, 13:30 Uhr
Gemeldet: 29 Nationen; nicht im Ziel (DNF): 1; disqualifiziert (DSQ): 1; überrundet (LAP): 10